# Fachanwendung
Fachanwendung ist ein Begriff der Informationstechnik, welcher eine für einen Kunden oder Branche angefertigte Anwendungssoftware bezeichnet. Eine Fachanwendung zeichnet sich dadurch aus, dass sie gemäß den Anforderungen eines einzelnen Kunden maßgeschneidert als Individualsoftware erstellt wird, oder als Standardsoftware, die für eine große Menge (potenzieller) Kunden entwickelt wird.
Typische Fachanwendungen für Standardsoftware sind allgemeingültige Berechnungsprogramme für Lohn und Gehalt sowie Programme zur Ermittlung der Einkommensteuer in einem Steuerbüro oder CAD-Systeme.